# معدل وفيات الأفراد المصابين بالتوحد

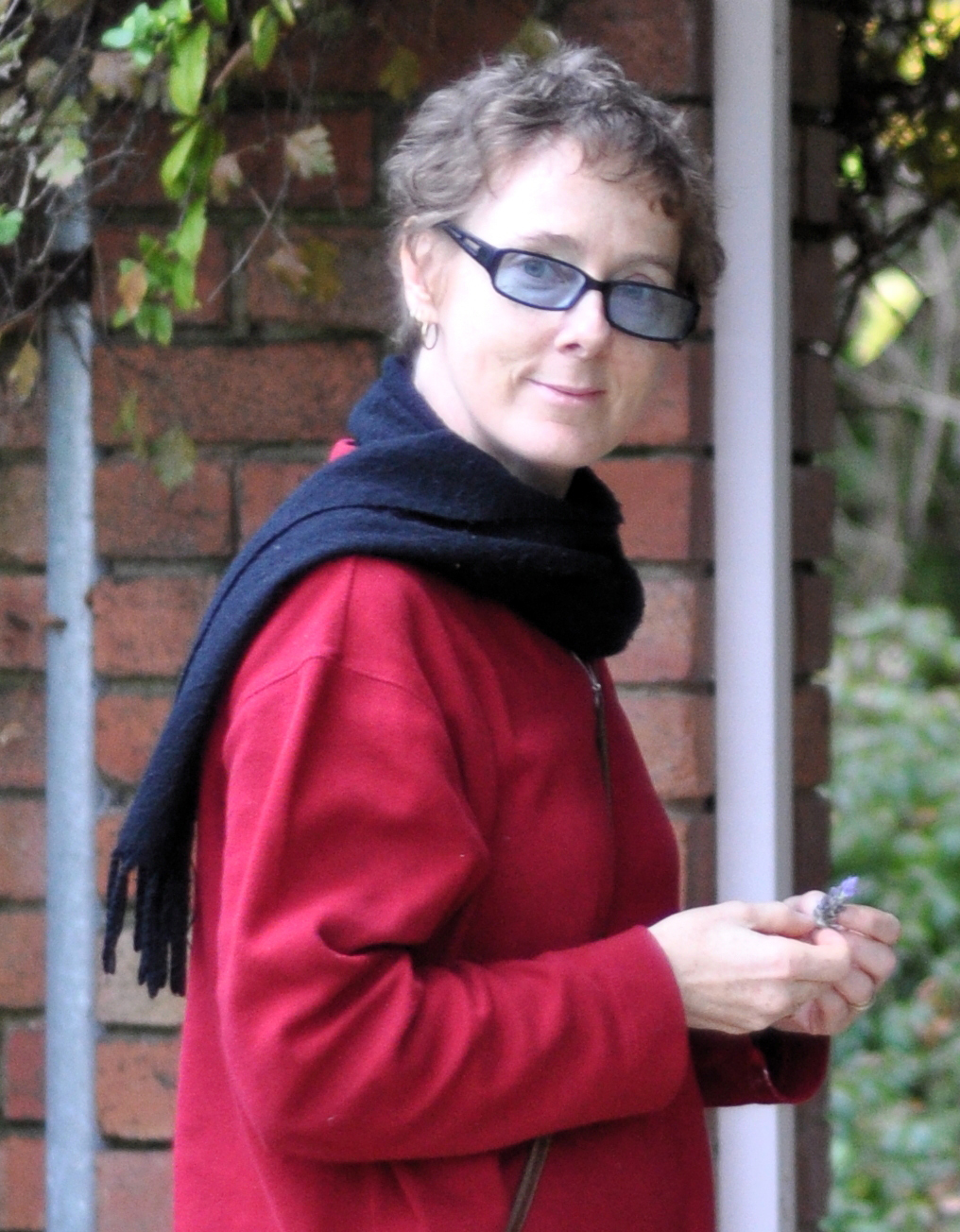
دونا ويليامز ، امرأة مصابة بالتوحد توفيت في 22 أبريل 2017، بسبب السرطان عن عمر يناهز 53 عامًا.

الأفراد المصابون بالتوحد لديهم متوسط عمر متوقع منخفض بشكل كبير، في المتوسط أقصر بحوالي سبعة عشر عامًا من متوسط عامة السكان. معدلات الوفيات خلال مرحلة الطفولة ومرحلة البلوغ المبكرة أعلى بشكل ملحوظ. تنتشر العديد من الحالات الصحية بشكل أكبر بين الأفراد المصابين بالتوحد، بما في ذلك الصرع وأمراض القلب والأوعية الدموية وارتفاع معدلات الانتحار ، وخاصة بين أولئك الذين لا يعانون من إعاقات ذهنية أو تعليمية مصاحبة. الأسباب الشائعة الأخرى للوفاة، مثل أمراض الجهاز التنفسي والأمراض المعدية والجهاز الهضمي، مماثلة لتلك التي تصيب عامة السكان ولكنها قد تتفاقم بسبب الآثار الجانبية المرتبطة بالاستخدام طويل الأمد للأدوية المضادة للذهان . كما تساهم التفاوتات الاجتماعية والاقتصادية وارتفاع معدل الوفيات العرضية، بما في ذلك الغرق، في زيادة الوفيات. تاريخيًا، كان السكان المصابون بالتوحد عرضة لقتل الأطفال . من بين الأفراد ذوي صعوبات التعلم ، تتمتع النساء بأدنى متوسط عمر متوقع.
كانت الوفاة المبكرة بين الأفراد المصابين بالتوحد موضوعًا للبحث منذ تسعينيات القرن العشرين، لا سيما في الدول الأنجلوساكسونية والدول الإسكندنافية. وُصفت هذه الظاهرة بأنها "أزمة خفية" في عام ٢٠١٥، وتُعزى في المقام الأول إلى الأمراض المصاحبة لاضطراب طيف التوحد، ومحدودية الوصول إلى الرعاية الصحية المناسبة، وعدم كفاية تشخيص الألم وإدارته، وخاصةً بين الأفراد غير الناطقين. وقد تلعب الاستعدادات الوراثية والعوامل البيئية دورًا أيضًا. وقد ارتبط الإقصاء الاجتماعي بزيادة خطر الانتحار، بينما ارتبط قتل الأطفال بمواقف مجتمعية أوسع نطاقًا. وتشمل استراتيجيات الحد من الوفيات المبكرة تحسين إدارة الصرع ، والوقاية من الغرق العرضي والأمراض المفاجئة، وتعزيز تدابير الوقاية من الانتحار، وتحسين التواصل بين الأفراد المصابين بالتوحد ومقدمي الرعاية الصحية، وتشجيع النشاط البدني المنتظم.

## تاريخ
يُعد البحث في العلاقة بين التوحد والوفاة مجالًا حديثًا نسبيًا. وقد تم تحديد خطر متزايد للغرق العرضي بين الأفراد المصابين بالتوحد منذ سنة 1996. وفي سنة 1999، نشر توربن إيساغر وزملاؤه دراسة حول الوفاة شملت 381 فردًا مصابًا بالتوحد في الدنمارك بين عامي 1945 و1980. توفي من بينهم اثنا عشر شخصًا، وهو معدل وفاة أعلى من مثيله في عموم السكان. شملت أسباب الوفاة خمس حالات مرض مفاجئ، وحالة إضافية يُشتبه بأنها ناتجة عن مرض مفاجئ، وأربع وفيات عرضية (ثلاث منها يُحتمل ارتباطها بالمرض أو الصعوبات الشخصية)، وحالتي انتحار. كان نصف الأفراد المتوفين قد شُخِّصوا بإعاقة ذهنية، بينما لم يكن النصف الآخر كذلك.
في سنة 2001، أجرى روبرت م. شافيل وزملاؤه دراسة حول الوفاة بين الأفراد المصابين بالتوحد في كاليفورنيا بين عامي 1983 و1997، حددوا خلالها 202 حالة وفاة ضمن مجموعة مكونة من 13,111 شخصًا. وتُعتبر هذه الدراسة مهمة بسبب حجم المجموعة والأسلوب المنهجي المستخدم. وأظهرت النتائج معدل وفاة أعلى مقارنة بعامة السكان، لا سيما بين النساء والأشخاص الذين يعانون من إعاقات ذهنية مصاحبة. وقد تم الإبلاغ عن متوسط العمر المتوقع للرجال بـ 62 سنة، وللنساء بـ 62.5 سنة. وكانت الأسباب الرئيسية للوفاة تشمل المرض المفاجئ، وأمراض الجهاز التنفسي، والاختناق، والغرق.
في سنة 2008، وجدت دراسة دنماركية شملت 341 شخصًا، كتحديث لدراسة سنة 1999، أن معدل الوفاة بين الأفراد المصابين بالتوحد كان يقارب ضعف معدل الوفاة في عموم السكان، مع تسجيل معدل أعلى بين النساء.
في سنة 2010، أجرى كريستوفر غيلبرغ وزملاؤه دراسة على 120 شخصًا مصابًا بالتوحد وُلِدوا في السويد بين عامي 1962 و1984، وأبلغوا عن معدل وفاة بلغ 7.5%، وهو أعلى بـ 5.6 مرات من المعدل في عموم السكان. ولم تحدد الدراسة ما إذا كان التوحد بحد ذاته مساهمًا مباشرًا في النتائج المرصودة. في سنة 2013، نشرت ديبورا بيلدر وزملاؤها نتائج دراسة شملت 305 أشخاص مصابين بالتوحد، تم تحديد 29 حالة وفاة بينهم. وكانت أسباب الوفاة تُعزى بشكل أساسي إلى حالات مرضية مصاحبة، لا إلى التوحد وحده.
في نهاية سنة 2015، نُشرت دراسة استندت إلى بيانات طبية لأكثر من 27,000 فرد مصاب بالتوحد في السويد، شمل ذلك حوالي 6,500 شخص يعانون من إعاقات ذهنية مصاحبة. وقد اعتُبرت هذه الدراسة، عند نشرها، واحدة من أكثر الدراسات شمولًا وموثوقية حول التوحد والوفاة، وذلك بشكل رئيسي بسبب حجم مجموعة الدراسة ونطاقها. وبحسب الباحثين:
[...] تُضاف نتائجنا إلى الأدلة المتزايدة على أن اضطرابات طيف التوحد تؤدي إلى فقدان كبير في الصحة على مدار الحياة.
— تاتيا هيرفيكوسكي، إلينور ميتندورفر-روتس، ماركوس بومان، وهنريك لارسون
أكدت مراجعة منهجية وتحليل تلوي نُشرا سنة 2022 على الخطر المرتفع للوفاة بين الأفراد المصابين بالتوحد مقارنة بعامة السكان. في آب 2023، أُجريت دراسة واسعة النطاق في منطقة أونتاريو بكندا، درست العلاقة بين الوفاة والعوامل الاجتماعية-الاقتصادية بين الأفراد المصابين بالتوحد وغير المصابين.

## الملاحظات السريرية والاجتماعية
يُصنّف التوحد كاضطراب نمائي في التصنيف الدولي للأمراض (الإصدار العاشر) ، ولا يُعتبر حالة تنكسية. ومع ذلك، قد يرتبط بأمراض مصاحبة أو باختلافات إدراكية يمكن أن تساهم في تقليص متوسط العمر أو زيادة خطر الحوادث، لا سيما في الحالات التي تنطوي على صعوبات التعلم .  تشير الأبحاث إلى أن القدرات المعرفية للأفراد المصابين بالتوحد تميل إلى البقاء مستقرة مع تقدم العمر وتتراجع بشكل أقل أهمية من الأفراد غير المصابين بالتوحد.  لا يؤدي التوحد عادةً إلى تدهور معرفي مرتبط بالعمر،  مثل انخفاض الذاكرة العاملة ،  على الرغم من أن مستويات أعلى من الإعاقة أو الاعتماد قد تظهر بمرور الوقت.  تقدر الدراسات أن ما بين 20٪ و 25٪ من البالغين المصابين بالتوحد يعانون من انخفاض ملحوظ في الوظيفة الإدراكية خلال مرحلة البلوغ.  كما يبلغ العديد من البالغين المصابين بالتوحد عن انخفاض جودة الحياة ومستويات عالية من القلق ، مما قد يؤدي إلى الانسحاب الاجتماعي وإدراك البيئات الاجتماعية على أنها معادية. 

## متوسط العمر المتوقع
الأفراد المصابون بالتوحد لديهم متوسط عمر متوقع منخفض مقارنة بالسكان بشكل عام، مع تقديرات تشير إلى انخفاض  بحوالي 16 إلى 18 عامًا في المتوسط.  قد تصل هذه الفجوة إلى 30 عامًا لأولئك الذين يعانون من الإعاقات الذهنية المصاحبة.  تقدر معدلات الوفيات بين الأفراد المصابين بالتوحد، وخاصة خلال مرحلة الطفولة والبلوغ المبكر، بأنها أعلى من المعدل بين عامة السكان بما يتراوح بين مرتين إلى عشر مرات.     وفقًا للباحثة كاثرين بارتلمي، معدل الوفيات بين سن 2 و30 عامًا أعلى بثلاث مرات تقريبًا.  وعلى الرغم من أن القليل من الدراسات حللت معدل الوفيات حسب الفئة العمرية،  تشير البيانات المتاحة إلى أن التفاوت يتناقص مع تقدم العمر،   مع تضييق فجوة متوسط العمر المتوقع إلى حوالي ثلاث سنوات بعد سن 65 عامًا. 
في حين تختلف معدلات الوفيات المبلغ عنها في دراسات مختلفة، إلا أن جميعها تشير باستمرار إلى ارتفاع معدلات الوفيات بين الأفراد المصابين بالتوحد، وخاصة بسبب الحالات العصبية مثل الصرع والانتحار .     تُظهر البيانات من نيو ساوث ويلز ، أستراليا ، استنادًا إلى مجموعة مكونة من 35929 فردًا، معدل وفيات أعلى بمقدار 2.06 مرة في السكان المصابين بالتوحد مقارنة بالسكان بشكل عام. 
قد يكون متوسط العمر المتوقع للأفراد المصابين بالتوحد في تحسّن عالميًا، بفضل التقدّم الطبي الذي يسمح بالكشف المبكر وعلاج الحالات التي كانت في السابق تؤدي إلى الوفاة المبكرة. وتشمل العوامل التي تسهم في انخفاض متوسط العمر: الإعاقات الإدراكية، وزيادة التعرض للأمراض، والحالات المرضية المصاحبة، والإقصاء الاجتماعي، وفرط الحساسية الحسية، والتحديات الصحية المرتبطة بالتقدّم في العمر.

## قيود الدراسات
تُعد الدراسات المُجراة في هذا المجال في الأساس أمريكية، وبريطانية، وسكندنافية ( سويدية   ودنماركية   )، وتظل محدودة نسبيًا بسبب نقص الأبحاث الدولية حول البالغين المصابين بالتوحد.  وكما يشير جوزيف شوفانيك (2017)، فإن معدل الانتحار بين الأفراد المصابين بالتوحد "هو أحد المحرمات في النقاش العام" في فرنسا: إن وفياتهم ليست موضوع دراسة ولا اهتمام عام في هذا البلد - ويرجع ذلك على الأرجح إلى التركيز على الطفولة والممارسات التي تسعى بعض المؤسسات الطبية الاجتماعية إلى إخفائها (مثل الإفراط في تناول الأدوية المضادة للذهان ).  المبلغة الفرنسية سيلين بوسي استنكر مقتل خمسة أطفال في جيرز .  كما تُبدي الدراسات المنشورة بعض القيود،  مثل إدراج أفراد شُخِّصوا سابقًا بـ" الذهان "، وقد يكون بعضهم مصابًا بالفصام ، وهي حالة معروفة بارتباطها بارتفاع خطر الانتحار. وتُقيَّد البيانات المتاحة أيضًا باختفاء عدد كبير من البالغين المصابين بالتوحد من الإحصاءات لأسباب مختلفة (مثل تغيير الأسماء، أو الانتقال إلى مكان آخر).  أما دراسات الانتحار، وهي أيضًا محدودة العدد، "فقد استخدمت عمومًا عينات صغيرة وغير تمثيلية، وتفتقر إلى مقاييس مُعتمدة، ولم تستكشف عوامل الخطر أو الحماية." 
تم توصيف التوحد علميًا لأول مرة في أربعينيات القرن العشرين، وقد بلغ أوائل الأشخاص الذين تم تشخيصهم بالتوحد حوالي السبعين عامًا بحلول سنة ٢٠١٥. ولا يزال البحث في الشيخوخة ومسائل نهاية الحياة لدى المصابين بالتوحد "غير مُستكشَف تقريبًا" (حتى عام ٢٠٠٨)، مما يحد من المعرفة بالإجراءات الكفيلة بتحسين جودة الحياة. وبسبب التركيز غير المتوازن على الأطفال المصابين بالتوحد، لا يحظى البالغون (بما في ذلك كبار السن) باهتمام كافٍ في البحث العلمي والنقاش العام.

## الاختلافات بين الجنسين
منذ عام 1985، عندما فحصت ماريون ليبوير الاختلافات في معدلات الوفيات بين الذكور والإناث المصابين بالتوحد،  أفادت الدراسات بمعدلات وفيات مبكرة أعلى بين النساء المصابات بالتوحد مقارنة بالرجال،     مع بعض التقديرات التي تشير إلى معدلات أعلى تصل إلى أربعة أضعاف.  ومع ذلك، تشير الاختلافات في معدلات الوفيات المبلغ عنها على أساس الجنس إلى عدم دقة القياس.  أحد التفسيرات المحتملة هو تحيز العينة ، حيث يتم تشخيص النساء بشكل أقل تكرارًا بالتوحد، مما قد يؤدي إلى تحريف البيانات نحو أولئك الذين يعانون من حالات طبية أكثر شدة أو وضوحًا.  أسباب وأعمار الوفاة متشابهة بشكل عام بين الجنسين،  على الرغم من أن الرجال أكثر عرضة للوفاة بسبب اضطرابات الجهاز العصبي والدورة الدموية ، بينما تعاني النساء من معدل وفيات أعلى بسبب أمراض الغدد الصماء والتشوهات الخلقية والانتحار.  وجدت دراسة تحليلية أن معدل الانتحار بين النساء المصابات بالتوحد أعلى بمرتين من الرجال،  على الرغم من أن مراجعة أجرتها ماجالي سيجرز تشير إلى أن الرجال أكثر عرضة للوفاة بالانتحار. 
النساء المصابات بالتوحد مع إعاقات تعليمية هنّ الأكثر قصرًا في متوسط العمر المتوقع. أما بين الأفراد المصابين بالتوحد دون إعاقة ذهنية، فإن معدل الوفيات العام أعلى بين الرجال.

## جرائم القتل

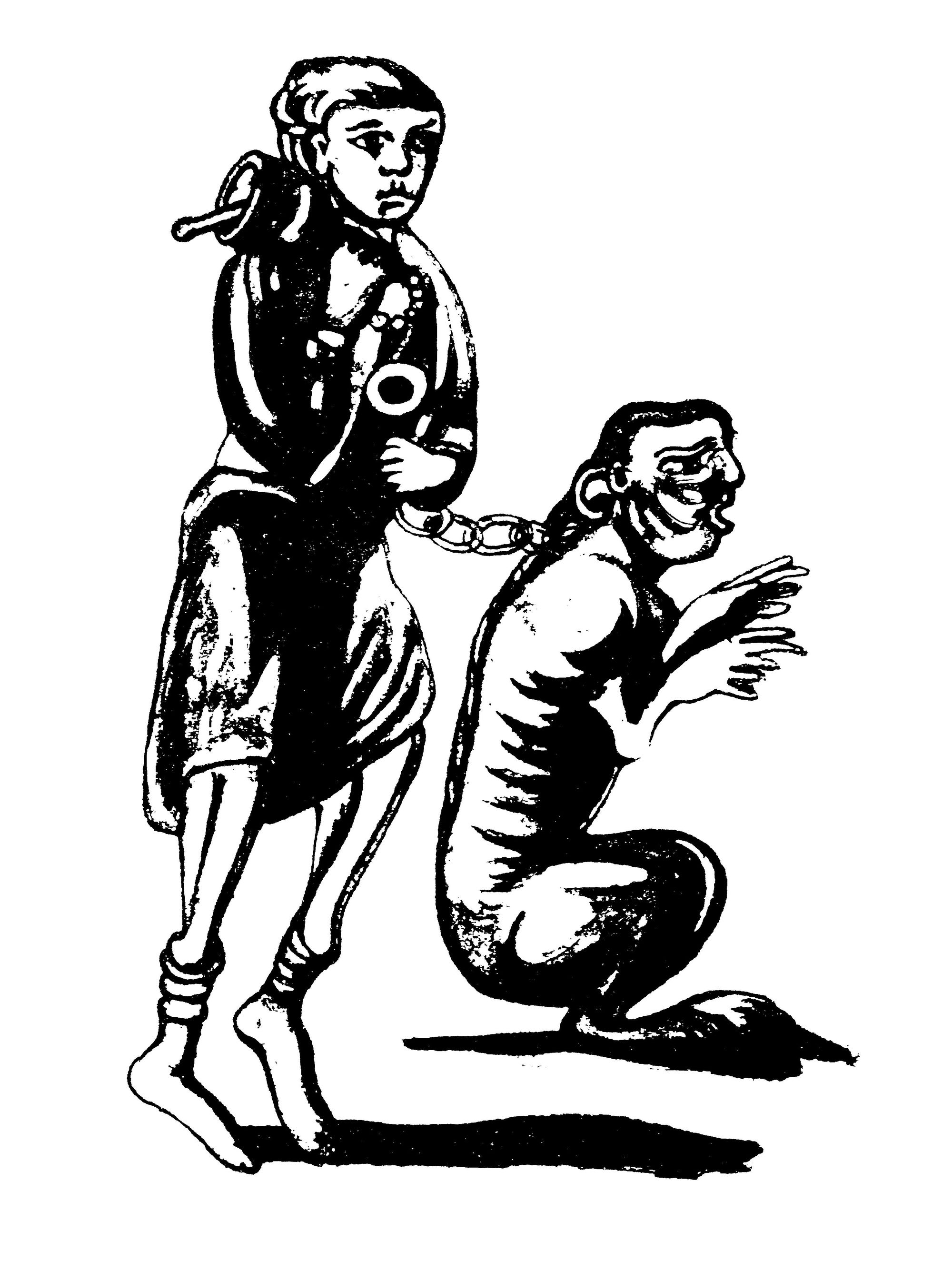
كان هناك وقت ما استخدم فيه أسطورة التغيير لتبرير التخلي عن الأطفال والاطفال المتوحدين

كان الأفراد المصابون بالتوحد ضحايا تاريخيين للقتل الرضيع. كما أشارت لورنا وينغ وآخرون، فإن أسطورة الطفل المستبدل، الموجودة في عدة ثقافات، قد ساهمت في قتل أو التخلي عن الأطفال المصابين بالتوحد. فالاعتقاد بأن الطفل البيولوجي قد استُبدل بكائن خارق (مثل جنّي أو عفريت أو شيطان) سمح لبعض الأهالي بتبرير التخلص من أطفالهم الذين يُعتبرون غرباء أو باردين عاطفيًا.
خلال تصاعد حركة تحسين النسل والنازية في ثلاثينيات وأربعينيات القرن العشرين، قُتل العديد من ذوي الإعاقات ضمن برنامج "أكتيون تي4"، ومن المُرجّح أن عددًا كبيرًا منهم كانوا مصابين بالتوحد. وتُقدَّر أعداد المصابين بالتوحد الذين قُتلوا في هذا السياق بحوالي ٣٥٠٠ فرد.
لا توجد إحصاءات شاملة حول جرائم القتل أو التخلي المتعمد عن الأفراد المصابين بالتوحد في العصر الحديث، لكن مثل هذه الحوادث غالبًا ما تُبلغ عنها وسائل الإعلام والمنظمات المدافعة. وقد وثّقت شبكة الدفاع الذاتي للمصابين بالتوحد ٣٦ حالة شملت ذوي إعاقة، معظمهم من المصابين بالتوحد، في سنة ٢٠١٢. كما احتفظت الناشطة الأمريكية كاثلين سيديل بسجل لحالات القتل بين المصابين بالتوحد في مدونتها. ويُقدّر جوزيف شوفانيك أن حوالي ١٠٠ شخص مصاب بالتوحد يُقتلون سنويًا في فرنسا.
تلاحظ آن ماكغواير أنه رغم أن كل جريمة قتل تُعامل كحالة فردية، إلا أن السبب المُعلن غالبًا هو "التوحد" أو "الحياة مع التوحد".
عادة ما تُرتكب جرائم قتل الأفراد المصابين بالتوحد على يد أحد الوالدين أو مقدمي الرعاية، وغالبًا ما تكون الأم هي الفاعلة. وغالبًا ما يُتغاضى عن القتل الأمومي للرضع بسبب المعتقدات الاجتماعية حول سلوك الأمهات. وقد وجدت دراسة أجرتها آن ماكغواير لثلاث حالات أن تشخيص التوحد لدى الأطفال الذين يواجهون تحديات كبيرة غالبًا ما أدى إلى اكتئاب سريري لدى الأم ويأس، مما دفع إلى القتل الرضيع.
يُعد الوضع الاجتماعي-الاقتصادي المنخفض عاملاً مساهمًا، إذ تحد الموارد المالية المحدودة من القدرة على الوصول إلى الدعم المناسب للأطفال ذوي الإعاقات.

## الانتحار والقتل الرحيم

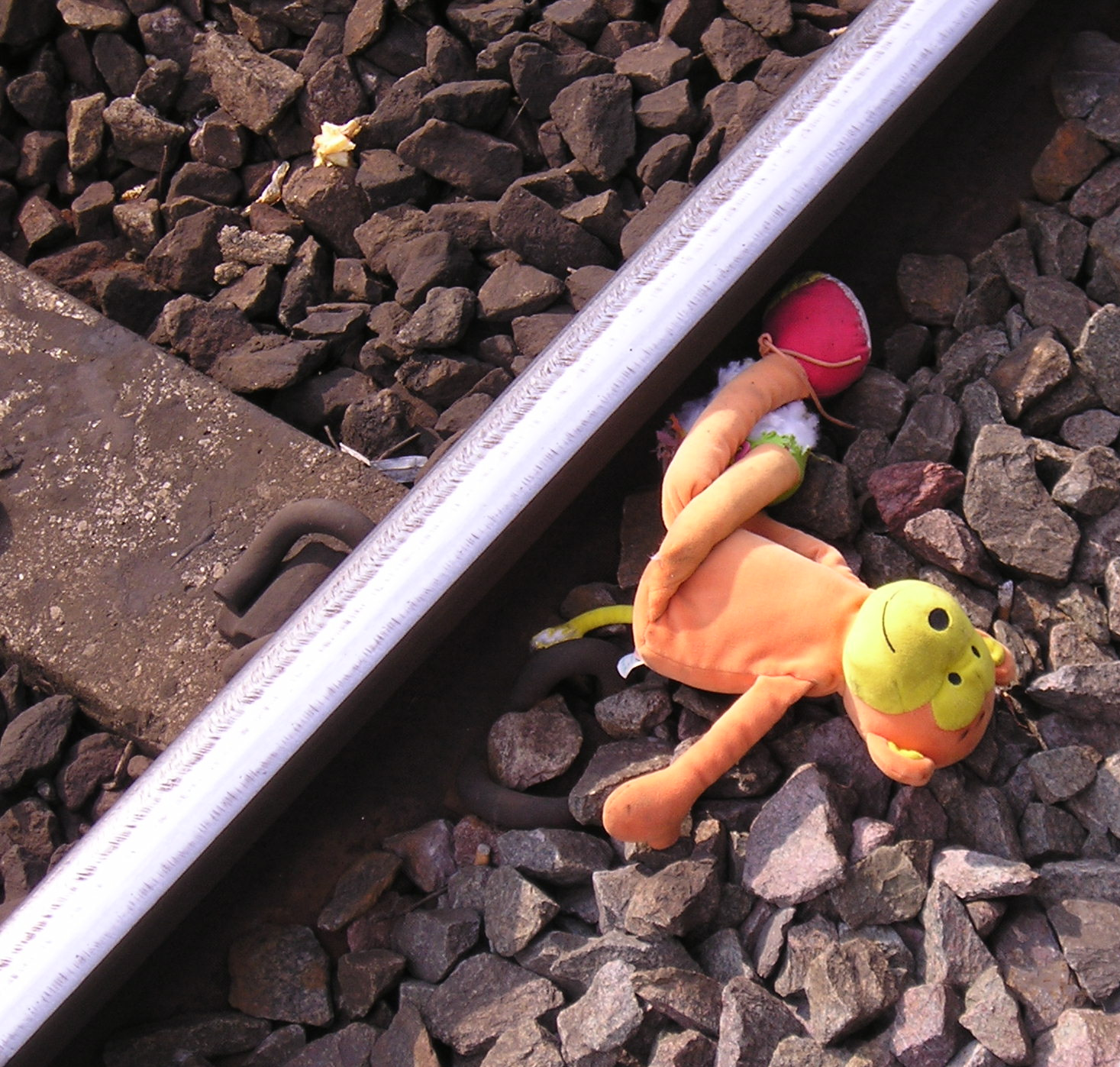
كان هناك حالات انتحارية تتضمن أشخاصًا من مرضى التوحد يلقون أنفسهم أمام القطارات.

يُظهر الأفراد التوحديون، سواء كانوا أطفالًا أو بالغين، معدل انتحار أعلى بكثير مقارنةً بعامة السكان. وفقًا لمراجعة أُجريت سنة ٢٠١٨ من قِبل هيدلي وأولياريفيتش شملت ١٣ دراسة، فإن ١٪ إلى ٣٥٪ من الأفراد التوحديين قد حاولوا الانتحار مرة واحدة على الأقل، بينما تراوحت نسبة الذين راودتهم أفكار انتحارية بين ١١٪ إلى ٦٦٪. بالإضافة إلى ذلك، يُعزى ٠٫٣١٪ من الوفيات المبكرة بين الأفراد التوحديين إلى الانتحار، وهي نسبة أعلى بكثير من نظيرتها في عامة السكان.
يشيع الانتحار بشكل أكبر بين الأفراد التوحديين غير المصابين بإعاقة ذهنية، وغالبًا ما يكون مرتبطًا باضطرابات نفسية أخرى، لا سيما الاكتئاب. ويبلغ معدل الانتحار بين الأفراد التوحديين غير المصابين بإعاقات تعليمية حوالي تسعة أضعاف المعدل في عموم السكان، مما يجعله ثاني سبب رئيسي للوفاة بعد أمراض القلب. كما يعاني ١٤٪ من الأطفال والمراهقين التوحديين من أفكار انتحارية، وهو معدل يزيد بمقدار ٢٨ مرة عن أقرانهم من الأفراد العصبيين النمو.
ووجدت مراجعة أدبية أُجريت سنة ٢٠١٤ أن ١٠٫٥٪ إلى ٥٠٪ من الأفراد التوحديين راودتهم أفكار انتحارية أو حاولوا الانتحار. وأبلغت دراسة أجرتها سارة كاسيدي وسايمون بارون-كوهين وشملت ٣٧٤ بالغًا من المصابين بمتلازمة أسبرجر (نوع فرعي من التوحد لم يعد مستخدمًا حاليًا)، أن ٦٦٪ راودتهم أفكار انتحارية، وأن ثلثهم خطط أو حاول الانتحار، فيما عانى ٣١٪ من الاكتئاب، مقارنةً بـ١٧٪ في عموم سكان بريطانيا ممن راودتهم أفكار انتحارية. وأظهرت دراسة أُجريت سنة ٢٠١٨ على ١٨٥ شخصًا توحديًا، منهم ٩٢ امرأة، أن ٤٩٪ استوفوا معايير تشخيص الاكتئاب (وكان أكثر شيوعًا بين النساء)، وأن ٣٦٪ راودتهم أفكار انتحارية. ولم يكن خطر الانتحار مرتبطًا بشدة أعراض التوحد، بل ارتبط بشكل كبير بالشعور بالوحدة، وانعدام الدعم الاجتماعي، ووجود اضطرابات نفسية مصاحبة. وقد تكون أدوات فحص الاكتئاب المصممة لعامة السكان غير مناسبة للأفراد التوحديين.
في بلجيكا وهولندا، طلب بعض البالغين التوحديين القتل الرحيم. وقد أثار أحد هذه الحالات في بلجيكا جدلًا واسعًا سنة ٢٠١٦. ووجدت دراسة شملت ١٠٠ طلب قتل رحيم في بلجيكا بين سنتي ٢٠٠٧ و٢٠١١ أن ١٢٪ من هذه الطلبات قُدمت من قبل أشخاص توحديين.

## الأسباب
تحديد السبب الرئيسي للوفاة بين الأفراد التوحديين يُعد أمرًا صعبًا، نظرًا لأن الدراسات تفتقر إلى الدقة وغالبًا لا تحدد الأسباب الدقيقة. وقد تسهم التفاعلات المعقدة، مثل سوء معاملة الأطفال، والظروف الاقتصادية، والعوامل البيئية في زيادة معدل الوفيات. كما يواجه الأفراد التوحديون مخاطر اجتماعية واقتصادية أكبر مقارنةً بعامة السكان العصبيين النمو، إلا أن معظم قواعد البيانات الطبية تفتقر إلى معلومات عن الحالة الاجتماعية والاقتصادية للمرضى.
تشبه عوامل الوفيات لدى الأفراد التوحديين تلك الموجودة في عموم السكان، باستثناء الصرع، الذي يظهر بمعدل أعلى بكثير. وتحدث هذه المشاكل الصحية بشكل متكرر أكثر خلال حياة الأفراد التوحديين.
وعلى عكس الأفراد غير التوحديين المصابين باضطراب فرط الحركة وتشتت الانتباه، الذين غالبًا ما تكون وفاتهم مرتبطة بالحوادث والسلوكيات الخطرة، فإن الأفراد التوحديين يموتون عادةً بسبب أسباب طبيعية (مثل الأمراض) وأسباب غير طبيعية (مثل الحوادث). ومن الأسباب الشائعة: أمراض القلب والجهاز الدوراني، حالات تنفسية مثل الالتهاب الرئوي والربو، الأورام، الاعتلالات الدماغية، المتلازمة الكلوية، والإصابات الذاتية مثل إصابات الرأس. وتُعد الإعاقة الذهنية عامل خطر للوفاة المبكرة. كما سُجلت وفيات ناتجة عن اضطرابات الجهاز العصبي، ومضاعفات من الأدوية العصبية، وتناول جرعات زائدة من الأدوية. ويُعد معدل الوفيات المرتبط بالكحول والتبغ وتعاطي المخدرات أقل بين الأفراد التوحديين مقارنةً بأقرانهم غير التوحديين.
تحدد مراجعة أدبية علمية أجرتها ماغالي سيغيه عوامل الخطر الرئيسية للانتحار بين الأفراد التوحديين، حسب الأهمية: التمييز من قبل الأقران، المشاكل السلوكية، الانتماء إلى أقلية عرقية (سود أو لاتينيين) في الولايات المتحدة، كون الشخص ذكرًا، انخفاض الوضع الاجتماعي والاقتصادي، وانخفاض مستوى التحصيل التعليمي. واعتبارًا من سنة ٢٠١٧، لا تزال الآليات التي تدفع الأفراد التوحديين إلى الانتحار غير مفهومة جيدًا وقد تختلف عن تلك الموجودة لدى غير التوحديين، حيث أن التفكير الانتحاري أكثر شيوعًا من الاكتئاب، كما تختلف الأنماط المرتبطة بالنوع الاجتماعي. وتُعد صعوبة التعبير عن الأفكار والمشاعر عامل خطر كبير. وقد يرتبط التوتر الناتج عن الاضطرابات النفسية ومعدلات الانتحار المرتفعة بين الأفراد التوحديين بوصمة الأقلية. وتشير المراجعة إلى أن التوحد والاضطرابات النفسية لا يرتبطان بالضرورة، وأن إجراءات مكافحة التمييز قد تقلل من هذه المخاطر.
لا تزال المساهمات الدقيقة للعوامل البيولوجية والاجتماعية في وفيات الأفراد التوحديين غير واضحة، إلا أن الرفاه النفسي والعاطفي قد يلعب دورًا كبيرًا. وغالبًا ما يُظهر الأفراد التوحديون مستويات أقل من النشاط البدني، وأنظمة غذائية أقل تنوعًا، واستخدامًا أكثر تكرارًا للأدوية، لا سيما الأدوية العصبية، مقارنةً بغير التوحديين.

## الأمراض المصاحبة طبّيًا
تُعد الأمراض المصاحبة لاضطراب طيف التوحد السبب الطبي الرئيسي للوفاة بين الأفراد التوحديين. وتُسهم الاضطرابات الوراثية التي غالبًا ما تترافق مع التوحد في زيادة القابلية الجسدية للوفاة. كما يعاني الأفراد المصابون بالتوحد من ارتفاع معدل الإصابة باضطرابات الجهاز الهضمي والجهاز الهضمي ، ومشاكل العضلات والحواس، وزيادة قابلية الإصابة بالأمراض المعدية .  وجدت دراسة أجريت على 1507 بالغين مصابين بالتوحد في كاليفورنيا أن "جميع المشاكل الطبية تقريبًا كانت أكثر شيوعًا بشكل ملحوظ بين البالغين المصابين بالتوحد، بما في ذلك الحالات المناعية، واضطرابات الجهاز الهضمي والنوم، والنوبات، والسمنة ، وخلل شحميات الدم ، وارتفاع ضغط الدم ، ومرض السكري . كما كانت الحالات الأكثر خطورة، مثل السكتات الدماغية ومرض باركنسون ، أكثر شيوعًا أيضًا." 

#### الصرع
حوالي ثلث الأفراد المصابين بالتوحُّد يعانون من الصرع، مما يؤدي إلى ارتفاع ملحوظ في معدل نوبات الصرع لدى هذه الفئة. وقد وجدت دراسة أُجريت سنة 2000 من قبل ك. باتيا وزملائه في فنلندا أن معدلات الوفاة لدى المصابين بالصرع من ذوي الإعاقة الذهنية كانت أعلى بكثير من غير المصابين بالصرع ممن لديهم نفس الإعاقة الذهنية. ويواجه الأفراد المصابون بالتوحُّد والصرع خطر وفاة أعلى مقارنةً بغير المصابين بالصرع من المصابين بالتوحُّد، إذ يُقدَّر متوسط العمر المتوقع لدى غير المصابين بإعاقة ذهنية والمصابين بالصرع بـ 39 سنة، مع معدل وفيات أعلى بـ 8.3 مرة من نظرائهم غير المصابين بالصرع. وقد خلصت مراجعة علمية للأدبيات نُشرت سنة 2012 إلى أن العلاقة بين الصرع والتوحُّد تحمل تبعات صحية كبيرة.

#### الاضطرابات النفسية المتزامنة
حوالي 70% من الأفراد المصابين بالتوحُّد لديهم اضطراب نفسي متزامن واحد على الأقل، و41% لديهم اثنان أو أكثر. القلق الاجتماعي هو الأكثر شيوعًا، يليه اضطراب نقص الانتباه مع فرط النشاط وأشكال مختلفة من القلق، خاصة لدى غير المصابين بإعاقة ذهنية. ويشير ديغبي تانتام إلى أن الأمراض المرتبطة بإدمان المواد (المخدرات، الأدوية، الكحول، إلخ) شائعة بين المصابين باضطراب نقص الانتباه مع فرط النشاط. ويواجه المصابون بالتوحُّد حالات من التحفيز الحسي الزائد طوال حياتهم.
وقد يؤدي القلق لدى المصابين بالتوحُّد إلى استخدام المخدرات والكحول، ما يؤثر سلبًا على الصحة. كما يرتبط القلق المزمن بتدهور صحة الشرايين. ومع ذلك، لا توجد أدلة تربط القلق مباشرة بخطر الانتحار لدى هذه الفئة.

### التغيرات في نمط الحياة
من المرجح أن يواجه الأفراد المصابون بالتوحُّد المستقلون نفس التغيرات الكبرى في الحياة التي يمر بها غير المصابين، مثل وفاة أحد الأحبة، مغادرة الأبناء المنزل، التغييرات المهنية، عدم الرضا في العلاقات، التقدم في السن جسديًا، وظهور أمراض مزمنة. ومع ذلك، قد يكون التعامل مع هذه التغيرات أكثر صعوبة بالنسبة لهم. وقد تؤدي التغيرات البيئية، مثل الانتقال إلى مؤسسة، إلى تراكم تجارب ومشاعر سلبية تؤثر سلبًا على الصحة. وبالمثل، فإن "الترقية الهرمية قد تكون كارثية بالنسبة للشخص التوحدي، وقد تؤدي إلى محاولات انتحار: إذ يمكن أن تبعده الترقية عن العمل الذي يحب، وتكلفه بمهام إدارية تتعلق بإدارة الأفراد، وهي مهام قد تكون مختلفة تمامًا."
وقد يعاني الأفراد المصابون بالتوحُّد من مشكلات صحية متزامنة مثل السكري وأمراض القلب والأوعية، ما قد يتطلب دعمًا من أفراد الأسرة. ويُعتبر تقدم سن الوالدين عاملًا مهمًا في الوفيات لدى بعض الأفراد المصابين بالتوحُّد، إذ قد يصبح الوالدان غير قادرين على تقديم الرعاية اللازمة في النهاية. ولا تتوفر بيانات إحصائية لقياس مدى هذا الأمر، والذي قد يصيب على وجه الخصوص الذكور غير المقيمين في مؤسسات والذين يتدهور وضعهم سريعًا بعد وفاة والديهم. وقد تم الإبلاغ عن عدة حالات اضطر فيها أشخاص مصابون بالتوحُّد إلى اكتساب مهارات حياتية أساسية بعد فقدان والديهم؛ إلا أن البعض لا يمتلك القدرة أو الرغبة على ذلك، خاصة في سن متقدمة.
ولمواجهة هذه المسألة، قد يقوم الأقارب بتعيين شخص أو مؤسسة لتقديم الرعاية للفرد المصاب بالتوحُّد بعد وفاتهم. إلا أن العثور على حل قد يكون صعبًا، لأن باقي أفراد الأسرة قد لا تكون لديهم علاقة قريبة بالشخص ليتحملوا هذه المسؤولية.

### الإقصاء الاجتماعي
قد يتعرض الأفراد المصابون بالتوحُّد لضغوط اجتماعية وثقافية كبيرة، مثل التنمّر في المؤسسات التعليمية أو المهنية، والضغط للتأقلم عن طريق إخفاء الصعوبات، والعزلة الاجتماعية. وبينما قد تكون النزعة الانتحارية لدى المصابين بالتوحُّد ممّن تم تشخيصهم سابقًا بمتلازمة أسبرغر مرتبطة بالاكتئاب والاضطرابات المتزامنة، يسلّط سايمون بارون-كوين الضوء على آثار الإقصاء الاجتماعي، والعزلة، والوحدة التي يعاني منها البالغون المصابون بالتوحُّد. وقد يُساهم التنمر المدرسي في توليد أفكار انتحارية لدى الأطفال والمراهقين، غالبًا ما تؤدي إلى مواقف ناقدة للذات ونظرة سلبية للآخرين، تنبع من الرفض والسخرية المتكررة. وقد تأكد دور التمييز من الأقران في زيادة خطر الانتحار.
وغالبًا ما يفتقر الأفراد المصابون بالتوحُّد إلى عوامل الحماية من الانتحار، مثل شبكة اجتماعية قوية، ومهارات اجتماعية مع الأقران، والرضا العام عن الحياة. وتُقلّل صعوبات التواصل والتفاعل الاجتماعي المحدود بشكل كبير من احتمال تلقي الدعم عند المرور بأفكار انتحارية.

### الألم
يُعدّ تقييم الألم لدى الأفراد المصابين بالتوحُّد وإدارته أمرًا صعبًا بشكل خاص. وقد يؤدي استخدام الأدوية العصبية المضادة للذهان إلى تقليل إدراك الألم أو التعبير عنه، ما يحد من دوره كإشارة تحذير على وجود مشكلات صحية. وقد خلصت عدة دراسات إلى أن هذه الحالة "تُساهم في زيادة الوفيات المرتبطة بالأمراض الجسدية في هذه الفئات المعرضة للخطر، لا سيما البالغين المصابين باضطراب طيف التوحُّد"، بالإضافة إلى احتمال إدراك الألم بطرق غير تقليدية.

### الحوادث
تُعدّ الحوادث سببًا مهمًا للوفيات بين الأطفال والشباب المصابين بالتوحُّد. وقد وجدت دراسة أعدّها جوزيف غوان وغوهوا لي، استنادًا إلى بيانات 1367 فردًا مصابًا بالتوحُّد تُوفوا في الولايات المتحدة، أن نسبة الوفيات العرضية أعلى بشكل ملحوظ لدى المصابين بالتوحُّد مقارنةً بعامة السكان. وبلغ متوسط العمر عند الوفاة 36.2 سنة، وهو أقل بكثير من متوسط العمر في السكان عمومًا البالغ 72 سنة. ومن بين أسباب الوفاة، كانت 27.9% ناتجة عن إصابات، وكانت الاختناق السبب الأكثر شيوعًا، يليه الاختناق الداخلي والغرق.
وقد أكدت دراستان إضافيتان زيادة خطر الغرق لدى المصابين بالتوحُّد. كما تُعدّ حوادث الطرق سببًا شائعًا للوفاة، خاصة بين الذين يقودون السيارات ويعانون من اضطراب نقص الانتباه مع فرط النشاط.

### ثقافة القتل
تم الربط بين قتل الأفراد المصابين بالتوحُّد والذين يحتاجون إلى دعم يومي مكثف، و"ثقافة القتل" المبنية على مفاهيم الرحمة. وغالبًا ما يبرر الجناة أفعالهم بتسليط الضوء على شدة التوحُّد لدى الضحية واعتمادهم مدى الحياة، واصفين الجريمة بأنها "ضرورية"، والحالة بأنها "ميؤوس منها". وتركّز التغطية الإعلامية في مثل هذه الحالات عادة على دوافع الجاني وسردية الرحمة، مما يولد تعاطفًا عامًا مع الفاعل. ونادرًا ما يتم تسليط الضوء على حقوق الضحية المصابة بالتوحُّد. وقد يُساهم هذا التناول الإعلامي في التقليل من خطورة هذه الأفعال في النقاش العام، وقد يؤثر في بعض الحالات على نتائج المحاكم، بما في ذلك تبرئة الجناة.
وفي بعض الدول الناطقة بالإنجليزية، يُقال إن هذا الوضع يعزز من خلال أعمال ثقافية شعبية يُظهر فيها أحد الشخصيات صفات ترتبط بالتوحُّد، مثل رواية عن الفئران والرجال أو أزهار لألجرنون، والتي يطلب فيها أو يتلقى فيها الشخص "قتلًا رحيمًا". وقد تساهم هذه التصويرات في ترسيخ "ثقافة القتل" التي تؤثر سلبًا على التصورات العامة تجاه الأفراد المصابين بالتوحُّد. وفي سنة 1996، برّأت محكمة فرنسية أمًّا قتلت طفلها المصاب بالتوحُّد. وبعد الحكم، صرّح مقرر "قانون شوسي" قائلًا: "سيفهم الجميع أنه عندما يكون الإنسان وحيدًا ويائسًا، أحيانًا تبدو وفاة الحبيب وكأنها الحل الألطف. ولكنني أود أن أؤكد أنه عندما لا يبقى هناك أمل، يظل الأمل قائمًا."

## الوقاية
توصي الدراسة التي أجرتها تاتيا هيرفيكوسكي وزملاؤها، كإجراء أولي، بتعزيز المعرفة المتعلقة بالتوحد في المجال الطبي. ومع ذلك، في الممارسة العملية، فإن عددًا قليلاً من المبادرات تستهدف تحديدًا الوقاية من الوفيات المبكرة لدى الأفراد المصابين بالتوحد. تركز جهود الوقاية الحالية بشكل أساسي على الأسباب المباشرة للوفيات، مثل الصرع، والحوادث، والموت المفاجئ. ويمكن أن تسهم الخصائص الخاصة بالتوحد في تأخير أو تعقيد علاج الأمراض الجسدية، مما قد يؤدي إلى نتائج قاتلة إذا لم يُقدَّم الرعاية في الوقت المناسب. الوصول إلى الرعاية الصحية يكون عادةً أكثر محدودية لدى الأفراد المصابين بالتوحد مقارنةً بنظرائهم غير المصابين. ففي فرنسا، على سبيل المثال، "يوجد تأخير كبير في توفير الرعاية الجسدية في المستشفيات، لا سيما في مجال رعاية الأسنان، بسبب قلة عدد الخدمات أو المرافق المتخصصة الجاهزة لاستقبال الأشخاص المصابين بالتوحد."
ويُعتبر الوالدان والأشخاص الآخرون الذين يتفاعلون بانتظام مع الأفراد المصابين بالتوحد غير الناطقين هم الأكثر قدرة على اكتشاف المشكلات الصحية. وقد تم اقتراح تزويد الأفراد المصابين بالتوحد بوسائل محسنة للتواصل حول الأعراض الصحية، مثل الأدوات البصرية كالأيقونات التصويرية. كما يُوصى بمزيد من الأبحاث حول فئة البالغين المصابين بالتوحد.ر وتدعو المنظمة البريطانية "أوتستيكا" إلى زيادة الدراسات حول الاكتئاب والقلق داخل فئة الأفراد المصابين بالتوحد بهدف تحديد عوامل خطر الانتحار،ر بالإضافة إلى تعزيز النشاط البدني، وتحسين جودة الحياة، وإدراج وجهات نظر مجتمع التوحد.
وقد تم التأكيد على الحاجة إلى تحسين تنسيق الرعاية الطبية للأفراد المصابين بالتوحد، لا سيما من قبل الدكتور دجيا سارافان. إذ ينصح العاملين في القطاع الصحي بالانتباه إلى مؤشرات الألم، خصوصًا لدى الأفراد غير الناطقين، وبتكييف ممارسات الرعاية بما يتناسب مع الخصائص الخاصة بالتوحد، بما في ذلك فرط أو نقص الحساسية الحسية. وغالبًا ما تكون البيئات الطبية غير مهيأة بشكل كافٍ لتلبية احتياجات الأفراد المصابين بالتوحد. بالإضافة إلى ذلك، فإن العديد من الأفراد المصابين بالتوحد يستجيبون بشكل سلبي للتغييرات في الروتين، بما في ذلك مواعيد الرعاية الطبية. وقد تكون الإجراءات الروتينية، مثل سحب الدم، صعبة بشكل خاص مع المرضى غير الناطقين.
أوصت دراسة أُجريت عام 2014 ونُشرت في مجلة "ذا لانست" بأن يبقى العاملون في الرعاية الصحية الذين يتعاملون مع الأفراد المصابين بالتوحد والمشخّصين سابقًا بمتلازمة أسبرجر، يقظين بشكل خاص حيال ارتفاع خطر الانتحار، والذي تم التقليل من شأنه تاريخيًا. كما أوصت الدراسة بأن تضمن الأسر التي تمتلك مسابح أن تكون غير قابلة للوصول تمامًا من قبل الأطفال المصابين بالتوحد الذين لا يعرفون السباحة، وأن تُقدَّم دروس السباحة في أقرب وقت ممكن.

## الالتزامات
لا يمكننا التسامح مع وضعٍ لن يرى فيه هذا العدد الكبير من الأفراد المصابين بالتوحد عيد ميلادهم الأربعين.
— جون سبايرز، المدير التنفيذي لمنظمة "أوتستيكا"
انخرطت جمعيات وشخصيات بارزة ضمن حركة حقوق المصابين بالتوحد في جهود للحد من الوفيات بين الأفراد المصابين بالتوحد. ويُلاحظ هذا النوع من النشاط بشكل خاص في الدول الناطقة بالإنجليزية. في المقابل، تبقى هذه المبادرات نادرة في فرنسا، حيث يشير جوزيف شوفانيك إلى أن "الجمعيات المتعلقة بالتوحد، وكذلك الأفراد أنفسهم، نادرًا ما يشاركون في هذا المجال."
وعلى موقع Autistics.org، أطلقت الناشطة الأمريكية لورا تايسونسِك حملة موسعة عبر الإنترنت للتنديد بقتل الأفراد المصابين بالتوحد والطريقة التي تُعرض بها هذه الحالات في وسائل الإعلام. وقد يتعارض هذا النوع من النشاط مع نشاط بعض الجمعيات المتعلقة بالتوحد، خصوصًا جمعيات أولياء الأمور. ففي قضية دانييل بلي، انتقد كل من آري نِعمان وميشيل دوسون جمعية التوحد في مونتريال لدعمها أمًّا أغرقت ابنها المصاب بالتوحد والبالغ من العمر ست سنوات، من خلال تنظيم حملة لجمع التبرعات وتقديم شهادة دفاع عنها. وفي ٢٦ شباط ٢٠٠٣، صرّح ديفيد فاردي، ممثل جمعية التوحد الكندية في نيوفاوندلاند، أمام مجلس الشيوخ الكندي بأن "التوحد أسوأ من السرطان في كثير من النواحي، لأن المصاب بالتوحد يعيش عمرًا طبيعيًا. فالمشكلة ترافقك مدى الحياة." وقد أدان كل من دوسون ونِعمان هذا التصريح.
وفي فرنسا، يشير جوزيف شوفانيك في كتابه ذكاؤنا المتعدد إلى قتل الأفراد المصابين بالتوحد "لأنهم متوحدون" بوصفه "أوتيسيد".
ظاهرة اجتماعية مزعجة بعمق ولم تُدرس بما فيه الكفاية هي قتل الأفراد المصابين بالتوحد لأنهم متوحدون، ويمكن تسميتها بـ"أوتيسيد" [...] حقيقة ملحوظة وخاصة هي أن الرأي العام يستخف بأوتيسيد.
— جوزيف شوفانيك، ذكاؤنا المتعدد
وقد حظيت الدراسة السويدية التي نُشرت في أواخر عام 2015 بتغطية إعلامية واسعة. وقد استشهدت بها الجمعية البريطانية "أوتستيكا" في تقرير أبرزت فيه ما وصفته وسائل الإعلام الناطقة بالإنجليزية بـ"الأزمة الخفية." وفي ردها، دعت "أوتستيكا" إلى تنفيذ خطة وطنية لمنع الوفيات المبكرة لدى الأفراد المصابين بالتوحد في المملكة المتحدة. وفي ٢٤ أيّار ٢٠١٧، نشرت الطبيبتان النفسيتان البريطانيتان سارة كاسيدي وجاكي رودجرز رسالة في مجلة "ذا لانست" تعلنان فيها إطلاق جهود منسقة لمعالجة هذه القضية. وفي الأيام التالية، نظّم باحثون من جامعتي كوفنتري ونيوكاسل، بالتعاون مع "أوتستيكا" وتحالف "جيمس ليند"، أول مؤتمر دولي مخصص للانتحار لدى الأفراد المصابين بالتوحد.
ووصف ستيف سيلبرمان، مؤلف كتاب قبائل عصبية، مستويات الوفاة المبكرة لدى الأفراد المصابين بالتوحد بأنها "صادمة"، مضيفًا: "كمجتمع، لا يمكننا الاستمرار في هدر هذا القدر الثمين من الإمكانات البشرية بهذه الطريقة."

## فهرس

### المنشورات العلمية
- Bilder، Deborah؛ Botts، Elizabeth؛ Smith، Ken؛ Pimentel، Richard (2013). "Excess Mortality and Causes of Death in Autism Spectrum Disorders: A Follow up of the 1980s Utah/UCLA Autism Epidemiologic Study". Journal of Autism and Developmental Disorders. ج. 43 ع. 5: 1196–1204. DOI:10.1007/s10803-012-1664-z. ISSN:0162-3257. PMC:4814267. PMID:23008058.
- Catalá-López، Ferrán؛ Hutton، Brian؛ Page، Matthew؛ Driver، Jane (2022). "Mortality in Persons With Autism Spectrum Disorder or Attention-Deficit/Hyperactivity Disorder: A Systematic Review and Meta-analysis". JAMA Pediatrics. ج. 176 ع. 4: e216401. DOI:10.1001/jamapediatrics.2021.6401. hdl:2117/364552. ISSN:2168-6203. PMC:8845021. PMID:35157020. اطلع عليه بتاريخ 2025-06-10.
- Croen، Lisa؛ Zerbo، Ousseny؛ Qian، Yinge؛ Massolo، Maria (2015). "The health status of adults on the autism spectrum". Autism. ج. 19 ع. 7: 814–82. DOI:10.1177/1362361315577517. ISSN:1362-3613. مؤرشف من الأصل في 2025-06-14. اطلع عليه بتاريخ 2025-06-10.
- Gillberg، Christopher؛ Billstedt، Eva؛ Sundh، Valter؛ Gillberg، Carina (2010). "Mortality in Autism: A Prospective Longitudinal Community-Based Study". Journal of Autism and Developmental Disorders. ج. 40 ع. 3: 352–357. DOI:10.1007/s10803-009-0883-4. ISSN:0162-3257. PMID:19838782. مؤرشف من الأصل في 2025-02-26. اطلع عليه بتاريخ 2025-06-10.
- Guan، Joseph؛ Li، Guohua (2017). "Injury Mortality in Individuals With Autism". American Journal of Public Health. ج. 107 ع. 5: 791–793. DOI:10.2105/ajph.2017.303696. ISSN:0090-0036. PMC:5388960. PMID:28323463.
- Hedley، Darren؛ Uljarević، Mirko (2018). "Systematic Review of Suicide in Autism Spectrum Disorder: Current Trends and Implications". Current Developmental Disorders Reports. ج. 5 ع. 1: 65–76. DOI:10.1007/s40474-018-0133-6. ISSN:2196-2987. مؤرشف من الأصل في 2024-05-19. اطلع عليه بتاريخ 2025-06-10.
- Lai، Meng-Chuan؛ Saunders، Natasha؛ Huang، Anjie؛ Artani، Azmina (2023). "Self-Harm Events and Suicide Deaths Among Autistic Individuals in Ontario, Canada". JAMA Network Open. ج. 6 ع. 8: e2327415. DOI:10.1001/jamanetworkopen.2023.27415. ISSN:2574-3805. PMC:10410481. PMID:37552480.
- Hirvikoski، Tatja؛ Mittendorfer-Rutz، Ellenor؛ Boman، Marcus؛ Larsson، Henrik (2016). "Premature mortality in autism spectrum disorder". The British Journal of Psychiatry. ج. 208 ع. 3: 232–238. DOI:10.1192/bjp.bp.114.160192. ISSN:0007-1250. PMID:26541693. مؤرشف من الأصل في 2025-07-11. اطلع عليه بتاريخ 2025-06-10.
- Isager، Torben؛ Mouridsen، Svend؛ Rich، Bente (1999). "Mortality and Causes of Death in Pervasive Developmental Disorders". Autism. ج. 3 ع. 1: 7–16. DOI:10.1177/1362361399003001002. ISSN:1362-3613. مؤرشف من الأصل في 2025-05-25. اطلع عليه بتاريخ 2025-06-10.
- Mouridsen، Svend Erik؛ Brønnum-Hansen، Henrik؛ Rich، Bente؛ Isager، Torben (2008). "Mortality and causes of death in autism spectrum disorders: An update". Autism. ج. 12 ع. 4: 403–414. DOI:10.1177/1362361308091653. ISSN:1362-3613. PMID:18579647. اطلع عليه بتاريخ 2025-06-10.
- Shavelle، Robert؛ Strauss، David (1998). "Comparative mortality of persons with autism in California, 1989-1996". Journal of Insurance Medicine. ج. 30 ع. 4: 220–225. ISSN:0743-6661.
- Shavelle، Robert؛ Strauss، David؛ Pickett، Jane (2001). "Causes of Death in Autism". Journal of Autism and Developmental Disorders. ج. 31 ع. 6: 569–576. DOI:10.1023/A:1013247011483. ISSN:0162-3257. PMID:11814268. مؤرشف من الأصل في 2025-02-17. اطلع عليه بتاريخ 2025-06-10.
- Vu، Hien؛ Bowden، Nicholas؛ Gibb، Sheree؛ Audas، Richard (2024). "Mortality risk among Autistic children and young people: A nationwide birth cohort study". Autism. ج. 28 ع. 9: 2244–2253. DOI:10.1177/13623613231224015. ISSN:1362-3613. PMC:11395172. PMID:38311609.

### أعمال
- Freeman Loftis، Sonya (2015). "The Autistic Victim: Of Mices and Men and Flowers for Algernon". Imagining Autism: Fiction and Stereotypes on the Spectrum. Indiana University Press. ISBN:978-0253018137. اطلع عليه بتاريخ 2025-06-10.
- McGuire، Anne (2016). War on Autism : On the Cultural Logic of Normative Violence. Corporealities: Discourses Of Disability. University of Michigan Press. ISBN:978-0-472-05312-4. مؤرشف من الأصل في 2023-10-30. اطلع عليه بتاريخ 2025-06-10.
- Mouridsen، Svend Erik (2011). "Is mortality increased in individuals with ASD?". Autism Spectrum Conditions: FAQs on Autism, Asperger Syndrome, and Atypical Autism Answered by International Experts. Hogrefe Publishing. ص. 90–91. ISBN:978-1616763930.
- Patel، Dilip؛ Greydanus، Donald (2012). "Mortality". Autism Spectrum Disorders: Practical Overview For Pediatricians, An Issue of Pediatric Clinics. Elsevier Health Sciences. ISBN:978-1455743025.
- Volkmar، Fred R؛ Paul، Rhea؛ Klin، Ami؛ Cohen، Donald (2005). "Mortality". Handbook of Autism and Pervasive Developmental Disorders, Diagnosis, Development, Neurobiology, and Behavior. John Wiley & Sons. ج. 1. ص. 296–297. ISBN:0471721107.
- Volkmar، Fred؛ Reichow، Brian؛ McPartland، James (2014). Adolescents and Adults with Autism Spectrum Disorders. Springer Science & Business. ISBN:978-1-4939-0506-5. اطلع عليه بتاريخ 2025-06-10.
- Wright، Scott (2016). Autism Spectrum Disorder in Mid and Later Life. Jessica Kingsley Publishers. ISBN:978-1-78450-037-5. مؤرشف من الأصل في 2022-12-03. اطلع عليه بتاريخ 2025-06-10.

## روابط خارجية
- Autistica (2016). "Personal tragedies, public crisis : The urgent need for a national response to early death in autism" (PDF). Autistica. مؤرشف من الأصل (PDF) في 2025-06-14. اطلع عليه بتاريخ 2025-06-10.
- Schovanec, Josef (2017). "Rapport présenté à la Secrétaire d'État chargée des Personnes handicapées et de la Lutte contre l'exclusion sur le devenir professionnel des personnes autistes" [Report presented to the Secretary of State for People with Disabilities and the Fight Against Exclusion on the professional future of people with autism] (PDF). French Department of Health and Human Services (بالفرنسية). Archived from the original (PDF) on 2017-03-17. Retrieved 2025-06-10.